# تايلر مورلي
تايلر مورلي هو لاعب هوكي الجليد كندي، ولد في 19 ديسمبر 1991 في برنابي في كندا.

## وصلات خارجية
- تايلر مورلي على موقع دوري الهوكي الوطني (الإنجليزية)
- تايلر مورلي على موقع الدوري الأمريكي لهوكي الجليد (الإنجليزية)
- تايلر مورلي على موقع EliteProspects.com (الإنجليزية)
- تايلر مورلي على موقع Eurohockey.com (الإنجليزية)
- تايلر مورلي على موقع HockeyDB.com (الإنجليزية)